# Olga Lapina (Leichtathletin, 1990)
Olga Lapina (* 6. Juli 1990) ist eine ehemalige kasachische Leichtathletin, die sich auf den Stabhochsprung spezialisiert hat, aber auch im Weitsprung an den Start ging.

## Sportliche Laufbahn
Erste internationale Erfahrungen sammelte Olga Lapina im Jahr 2007, als sie bei den Jugendweltmeisterschaften in Ostrava mit 5,90 m den neunten Platz im Weitsprung belegte. 2011 erreichte sie bei den Asienmeisterschaften in Kōbe mit übersprungenen 4,00 m den vierten Platz, wie auch zwei Jahre später bei den Asienmeisterschaften in Pune mit 4,10 m. 2014 stellte in Busan mit 4,20 m einen neuen Landesrekord auf und 2015 beendete sie in Almaty ihre Karriere als Leichtathletin im Alter von 24 Jahren.
In den Jahren 2010 und 2011 sowie 2013 und 2015 wurde Lapine kasachische Meisterin im Stabhochsprung im Freien sowie 2011 und 2015 auch in der Halle.

## Persönliche Bestleistungen
- Stabhochsprung: 4,20 m, 17. Mai 2014 in Busan (kasachischer Rekord)
  - Stabhochsprung (Halle): 4,15 m, 8. Februar 2011 in Qaraghandy